# Vormauerstein
Vormauerstein är ett berg i Österrike.   Det ligger i distriktet Gmunden och förbundslandet Oberösterreich, i den centrala delen av landet, 220 km väster om huvudstaden Wien. Toppen på Vormauerstein är 1 008 meter över havet. Vormauerstein ligger vid sjön Wolfgangsee.
Terrängen runt Vormauerstein är bergig söderut, men norrut är den kuperad. Närmaste större samhälle är Bad Ischl, 13,3 km öster om Vormauerstein. 
I omgivningarna runt Vormauerstein växer i huvudsak blandskog. Runt Vormauerstein är det ganska tätbefolkat, med 129 invånare per kvadratkilometer.